# Horst Albach
Horst Albach (* 6. Juli 1931 in Essen; † 25. Dezember 2021 in Bonn-Bad Godesberg) war ein deutscher Wirtschaftswissenschaftler.

## Leben
Er war der Sohn des Wirtschaftsredakteurs Karl Albach und besuchte das Carl-Humann-Gymnasium in Essen-Steele. Anschließend folgten das Studium der Betriebswirtschaftslehre, Volkswirtschaftslehre, Jura und Mathematik in Köln, Bonn und am Bowdoin College in den USA, das er als Diplom-Kaufmann (1956) und Diplom-Volkswirt (1957) abschloss. 1958 wurde er an der Universität zu Köln bei Erich Gutenberg promoviert und 1960 habilitiert. Nachdem er an den Universitäten Graz, Darmstadt und Kiel als Lehrstuhlvertreter gewirkt hatte, übernahm er 1961 die Professur der Betriebswirtschaftslehre an der Universität Bonn. Hier war er auch zeitweise Dekan. 1990 wechselte er an die Freie Universität Berlin. Von 1994 bis 1999 lehrte er an der Berliner Humboldt-Universität. Er war Honorarprofessor an der Otto-Beisheim-School of Management in Vallendar.

## Wirken
Von 1987 bis 1990 war Albach Präsident der Akademie der Wissenschaften zu Berlin und von 1991 bis 1999 Direktor der Abteilung „Market Dynamics“ am Wissenschaftszentrum Berlin für Sozialforschung. Seit 1967 war er Mitglied im wissenschaftlichen Beirat beim Bundesminister für Wirtschaft und von 1978 bis 1983 gehörte er dem Sachverständigenrat zur Begutachtung der gesamtwirtschaftlichen Entwicklung an. Weiterhin war er Mitglied im World Management Council in New York City. Er war Mitglied der Königlich Schwedischen Akademie der Wissenschaften und seit 1999 der Finnischen Akademie der Wissenschaften.
Unter seiner maßgeblichen Mitwirkung wurden die private Wissenschaftliche Hochschule für Unternehmensführung (WHU) in Vallendar, an der er Direktor des Zentrums für Internationales Management war, und das Universitätsseminar der Wirtschaft in Erftstadt-Liblar gegründet sowie das Institut für Mittelstandsforschung in Bonn neu ausgerichtet.
Er beteiligte sich auch an Unternehmensgründungen während der Internet-Blase und saß in den Aufsichtsräten der Firmen Econia, Ecapella und Venture Park sowie in mehreren deutschen mittleren (KTS, Steuler) und Großunternehmen (Dresdner Bank, AEG).
Albach war auch international in besonderer Weise tätig. Er war Mitbegründer der Weltvereinigung der Professoren für Betriebswirtschaftslehre und Management (IFSAM) und der deutsch-russischen Managementhochschule in Moskau. Er war Gastprofessor in Johannesburg, Kabul und Uppsala. Darüber hinaus war er Mitglied von wissenschaftlichen Instituten in Finnland, Frankreich, Italien, Japan, Polen, Schweden und Spanien.
Er war Ehrendoktor der Universitäten in Bielefeld, Cottbus, Graz, Helsinki, Kiel, Madrid, Stockholm und an der japanischen privaten Waseda-Universität.
Im Jahr 2000 wurde er in den Orden Pour le Mérite für Wissenschaften und Künste aufgenommen, dessen Kanzler er von 2005 bis 2009 war. 2001 erhielt er das Große Bundesverdienstkreuz mit Stern. In der Betriebswirtschaftlichen Vereinigung Bonn war er Ehrenmitglied. 2016 wurde er Ehrensenator der Handelshochschule Leipzig.
Albach war langjähriger Schriftleiter der Zeitschrift für Betriebswirtschaft. Er verfasste in 60 Jahren fast 600 Arbeiten zu 20 unterschiedlichen Schwerpunkten. Sein Schüler G. Fandel verwies in einer Würdigung darauf, dass Albachs Arbeiten zum Zeitpunkt ihres Erscheinens wegweisende Impulse auf vier unterschiedlichen Feldern gegeben hätten. In Dissertation und Habilitationsschrift zeigte Albach, dass das optimale Investitions- und Finanzierungsprogramm eines Unternehmens mithilfe der kurz vorher entwickelten Methode der Linearen Programmierung besser bestimmt werden kann als mit der zuvor üblichen Methode, nach der Investitionsprojekte in fallender Rendite geordnet solange zu realisieren sind, wie ihre Renditen nicht unter die nach Kosten der steigenden Zinsen gereihten Finanzierungsprojekte fielen. Die endogene Ermittlung des optimalen Verschuldungsgrades war ein großer Fortschritt gegenüber den vorherrschenden exogenen branchenspezifischen Bilanzregeln.
Albach machte auch das zu seiner Zeit (1964) neue mathematische Verfahren des Chance-constraint programming von Charnes und Cooper praktisch nutzbar für die langfristige Produktionsplanung unter Unsicherheit am Beispiel des Tagebaubetriebs im Braunkohleabbau für einen Planungshorizont von 20 Jahren. Weiterhin konzeptualisierte er bereits früh die Hochschulplanung als Input-Output-Modell, das mit Hilfe der Aktivitätsanalyse von Koopman Wirtschaftlichkeitsberechnungen für die Dienstleistungen „Lehre, Forschung und Selbstverwaltung“ erlaubt. Auf den Vorarbeiten Albachs zur produktionstheoretischen Fundierung einer Kostenrechnung von Hochschulen sind später umfängliche Strukturmodelle formuliert worden.
Albach hat in der Tradition seines Lehrers Erich Gutenberg auch ordnungspolitische, wenn nicht philosophische Überlegungen engagiert verfochten, die zum Zeitpunkt des Erscheinens in seinem Urteil Irrwege der Betriebswirtschaftslehre vermeiden wollten. Die Betriebswirtschaftslehre benötige keine Unternehmensethik, da sie in ihrem Kern moralische Grundsätze entfalte – wie etwa das Prinzip der Wirtschaftlichkeit oder die Beachtung des finanziellen Gleichgewichts; gesellschaftliche Erwartungen sollten sozialethisch durch Handlungsrahmen, aber nicht individualethisch als systemwidrige Überforderung des einzelnen Unternehmers oder Unternehmens gesichert werden.
16 seiner Schüler nehmen und nahmen Lehrstühle an deutschen Universitäten ein, darunter Klaus Brockhoff, Günter Fandel, Dieter Sadowski, Peter Witt, Thomas Ehrmann sowie der „Managementdenker“ und Unternehmensberater Hermann Simon. Der nordrhein-westfälische FDP-Politiker Andreas Pinkwart wurde von Albach promoviert. Verstorben sind bereits R. Schmidt, W. Schüler, K.-P. Kistner und H. Dawar.
Während seiner Zeit an der Bonner Universität hat Albach über viele Jahre studentische Stipendiaten der Studienstiftung des Deutschen Volkes ganz verschiedener Fachrichtungen als Vertrauensdozent begleitet.

## Werke
- Wirtschaftlichkeitsrechnung bei unsicheren Erwartungen. Westdeutscher Verlag, Köln 1959.
- Investition und Liquidität : die Planung des optimalen Investitionsbudgets. Gabler, Wiesbaden 1962.
- Theorien der einzelwirtschaftlichen und des gesamtwirtschaftlichen Wachstums. Duncker & Humblot, Berlin 1965.
- mit O.M. Ungers: Optimale Wohngebietsplanung. Gabler, Wiesbaden 1969.
- Steuersystem und unternehmerische Investitionspolitik. Gabler, Wiesbaden 1970.
- Beiträge zur Unternehmensplanung. Gabler, Wiesbaden 1971.
- mit Thomas Gabelin: Mitarbeiterführung : Text und Fälle. Gabler, Wiesbaden 1977.
- Finanzkraft und Marktbeherrschung. Mohr, Tübingen 1981.
- mit Renate Albach: Betriebswirtschaftliche Institutionen. 4. Auflage. Fernuniversität, Hagen 1987.
- Japanischer Geist und internationaler Wettbewerb. (= Marburger Universitätsreden. A 14). Hitzeroth, Marburg 1990.
- Unternehmen im Wettbewerb : Investitions-, Wettbewerbs- und Wachstumstheorie als Einheit ; den Freunden in Wissenschaft und Praxis. Gabler, Wiesbaden 1991.
- Deregulierung des Handwerks. Gabler, Wiesbaden 1992.
- mit Günter Knieps: Kosten und Preise in wettbewerblichen Ortsnetzen. Nomos, Baden-Baden 1997.
- Allgemeine Betriebswirtschaftslehre : Einführung. 3., überarbeitete Auflage. Gabler, Wiesbaden 2001.
- mit A. Pinkwart, H. Meffert, R. Reichwald: Management of Permanent Change, Springer Verlag, 2015, ISBN 978-3-658-05013-9
- mit A. Pinkwart, H. Meffert, R. Reichwald: European Cities in Dynamic Competition, Theory and Case Studies on Urban Governance, Strategy, Cooperation and Competitiveness, Springer Verlag, 2018, ISBN 978-3-658-05013-9